# 98 Gwardyjski Pułk Moździerzy

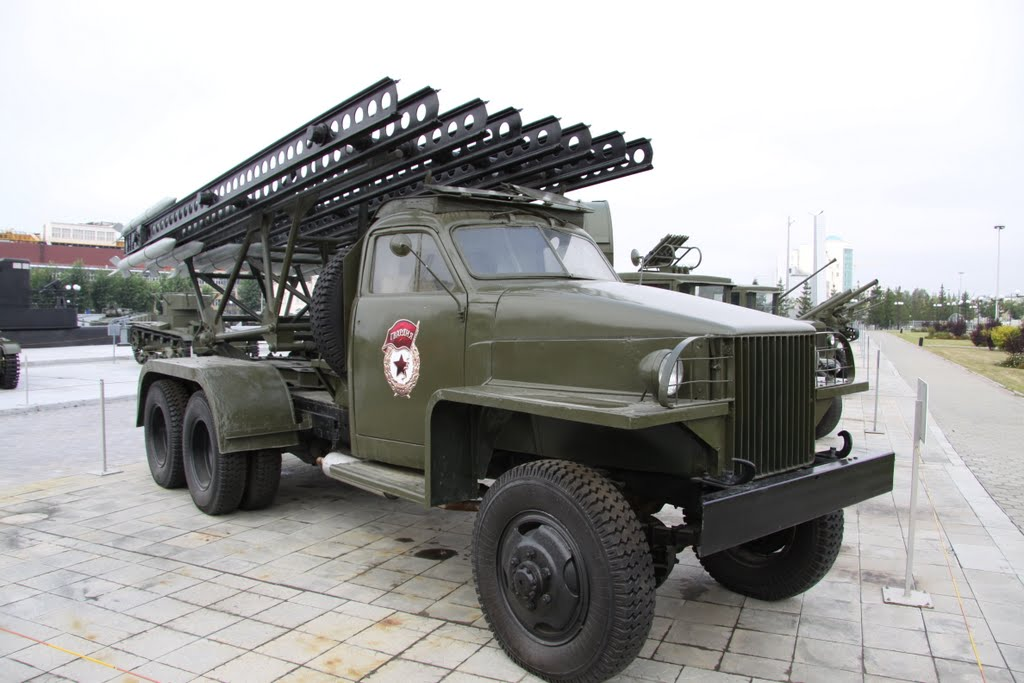
Wyrzutnia BM-13 na podwoziu Studebaker US6

98 Kijowski Gwardyjski Pułk Moździerzy odznaczony Orderami Lenina, Czerwonego Sztandaru, Bogdana Chmielnickiego i Aleksandra Newskiego (ros. 98-й гвардейский минометный Киевский ордена Ленина, Краснознаменный, орденов Богдана Хмельницкого и Александра Невского полк, 98 pm gw) – oddział artylerii rakietowej Gwardii Armii Czerwonej (poczta polowa numer 28866).

## Historia
Pułk został sformowany w 1942. Po ataku Niemiec na ZSRR jednostka walczyła:
- 1 października 1942 w składzie 60 armii (Front Woroneski),
- 1 stycznia 1943 w składzie 60 armii (Front Woroneski),
- 1 kwietnia 1943 w składzie 60 armii (Front Centralny),
- 1 lipca 1943 w składzie 60 armii (Front Centralny),
- 1 października 1943 w odwodzie dowódcy Frontu Centralnego,
- 1 stycznia 1944 w składzie 60 armii (1 Front Ukraiński),
- 1 kwietnia 1944 w odwodzie dowódcy 1 Frontu Ukraińskiego,
- 1 lipca 1944 w składzie 60 armii (1 Front Ukraiński),
- 1 października 1944 w odwodzie dowódcy 1 Frontu Ukraińskiego,
- 1 stycznia 1945 w składzie 60 armii (1 Front Ukraiński),
- 1 kwietnia 1945 w składzie 60 armii (1 Front Ukraiński).

10 kwietnia 1945 dowódca 1 Frontu Ukraińskiego, marszałek ZSRR Iwan Koniew przydzielił 98 pm dowódcy 2 armii Wojska Polskiego na czas operacji łużyckiej, a następnie operacji praskiej.
W skład pułku wchodziły: dowództwo, sztab, kwatermistrzostwo, pluton dowodzenia, bateria parkowa oraz trzy dywizjony a. dwie baterie a. cztery wieloprowadnicowe wyrzutnie rakietowe.
Jednostka była uzbrojona w dwadzieścia wyrzutni M-13 z 3185 rakietami kaliber 132 mm i cztery wyrzutnie M-8 z 1909 rakietami kaliber 82 mm.
W nocy z 10 na 11 kwietnia 1945 pułk zajął stanowiska wyczekiwania w rejonie Jagodzina. Tyły pułku pozostały w Węglińcu. W nocy z 15 na 16 kwietnia pododdziały pułku zajęły stanowiska ogniowe. Nad ranem 16 kwietnia dowódca jednostki, podpułkownik gwardii Kolenczenko zameldował dowódcy artylerii 2 armii WP, generałowi brygady Janowi Pyrskiemu gotowość do otwarcia ognia.
W okresie od 16 kwietnia do 7 maja 1945 pułk wspierając oddziały 2 armii WP wykonał jedną salwę - całym pułkiem, trzy salwy - dywizjonami, dwie salwy z sześciu wyrzutni, jedną salwę z pięciu wyrzutni, dwanaście salw z czterech wyrzutni, osiem salw z trzech wyrzutni, dwadzieścia jeden salw z dwóch wyrzutni i dwanaście salw z jednej wyrzutni. Do wykonania tych salw pułk zużył 2082 pociski kaliber 82 mm i 1445 pocisków kaliber 132 mm.
10 maja 1945 pułk przegrupował się do miejscowości Gemenhübel. Według danych z tego dnia pułk liczył 598 żołnierzy, w tym 71 oficerów, 225 podoficerów i 302 gwardzistów. Na uzbrojeniu oddziału znajdowało się 126 pistoletów maszynowych, 304 karabiny, 10 ręcznych karabinów maszynowych, 13 rusznic przeciwpancernych, 76 samochodów oraz 24 wyrzutnie rakietowe M-8 i M-13. 13 maja 1945 pułk wyszedł z operacyjnego podporządkowania 2 armii WP.

## Obsada personalna pułku wiosną 1945
- dowódca pułku – ppłk gw. Kolenczenko
- szef sztabu – mjr gw. Panczew
- zastępca szefa sztabu – kpt. gw. Mikołaj Wnukow
- dowódca dywizjonu – mjr gw. Paweł M. Korobko
- dowódca dywizjonu – mjr gw. Jan J. Osokin

## Ordery i odznaczenia
- Order Lenina
- Order Czerwonego Sztandaru
- Order Bohdana Chmielnickiego II klasy
- Order Aleksandra Newskiego